# アナトリー・ヤコヴレヴィチ・グートマン
アナトリー・ヤコヴレヴィチ・グートマン (Анато́лий Я́ковлевич Гу́тман、ペンネーム ガン(Ган)、1889年～1950年) はロシアのジャーナリストである。

## 生い立ち
モスクワの新聞「Коммерческий телеграф」(商業通信)、サンクトペテルブルクの新聞「Биржевой курьер」(取引所の飛脚)及び「Эпоха」(時代)の編集者及び発行者である。
1918年、 ヴォトキンスクの蜂起の関係者であった (反抗的な新聞「Воткинский вестник」(ヴォトキンスキー公報)の発行者)。その後、彼はウファ (1918年10月)とオムスク (1919年1月)に住み、そこで彼は新聞「Заря」(夜明け)及び「Русская армия」(ロシアの陸軍)で働いた。1919年3月から1920年1月、ウラジオストクで彼は新聞「Русский экономист」 (ロシアのエコノミスト)を発行した。
しばらくの間、彼は亡命して東京に住み、そこで彼は新聞「Дело России」(デーロ、ロシー。ロシアの問題)を出版した。その後、中国、ベルリン(1922年～1923年)及びパリへと渡った。新聞「Сегодня」 (今日)、「Руль」 (舵) 及び「Общее дело」(共通問題)の従業員であった。

## 出版物
- Большевизм и Германия 「ボリシェヴィキ主義とドイツ」 (上海、1921年)
- Гибель Николаевска на Амуре : страницы из истории гражданской войны на Дальнем Востоке 「ニコラエフスク・ナ・アムーレの崩壊：極東での内戦の歴史のページより」 (ベルリン、 1924年)
  - 英訳: Gutman, Anatoly. Ella Lury Wiswell 訳／Richard A. Pierce 編

The Destruction of Nikolaevsk-on-Amur, An Episode in the Russian Civil War in the Far East. — Limestone Press, 1993. — ISBN 0-919642-35-7.
  - 和訳: ニコラエフスクの破壊 : 尼港事件総括報告書  Gutman, Anatolii IAkovlevich  Wiswell

Ella Lury 英訳／齊藤学 訳、ユーラシア貨幣歴史研究所、2001年 NCID BA55253224
- アナトーリー・グートマン『ニコラエフスクの日本人虐殺　一九二○年、尼港事件の真実』 長勢了治訳、勉誠出版、2020年
- А. Я. Гутман. Ижевское восстание.. Белое дело. Летопись белой борьбы. Кн. 3.  「アー・ヤー・グートマン イジェフスクは反乱する」 白軍事情 白軍闘争年鑑 第三巻 (ベルリン、1927年)